# Röd 2G
Röd 2G är ett rött syntetiskt färgämne och används bland annat som livsmedelsfärgämne. Det anges med E-nummer E128 och är ett azofärgämne.
Röd 2G har tidigare varit tillåtet men blev förbjudet inom Europeiska unionen efter 27 juli 2007 (EG-förordning 884/2007). 